# Camp de personnes déplacées de Dalori
Le camp de personnes déplacées de Dalori est un camp accueillant des personnes déplacées dans le contexte de l'insurrection de Boko Haram, au Nigeria. Ouvert en mars 2015, il se situe à une quinzaine de kilomètres au sud-est de Maiduguri, la capitale de l'État de Borno, sur la route en direction de Konduga, Bama et de la frontière entre le Cameroun et le Nigeria. Il accueille environ 15 000 personnes, pour l'essentiel originaires de zones de gouvernement local du Sud-Est du Borno.
Situé à proximité de zones contrôlées par Boko Haram, le camp a été attaqué à plusieurs reprises par l'insurrection.